# 피카딜리

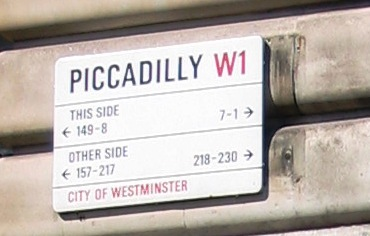
피카딜리

피카딜리(Piccadilly)는 영국 런던 시티오브웨스트민스터에 위치한 주요한 거리 중 하나이다. 동쪽에서 피카딜리 서커스에 접한다.

## 같이 보기
- 영국 영화 텔레비전 예술 아카데미
- 포트넘 & 메이슨
- 리츠 런던